# Aarnoud de Groen
Aarnoud de Groen (Den Haag, 1971) is een Nederlands organist.

## Levensloop

### Opleiding
Aarnoud kreeg zijn eerste orgellessen van Jan van Westenbrugge op negenjarige leeftijd. Hij werd in 1985 toegelaten aan de gecombineerde opleidingschool en het Koninklijk Conservatorium in Den Haag. Hij volgde hier zijn beroepsstudie bij Rienk Jiskoot en daarna bij Ben van Oosten.

### Loopbaan
De Groen werd in 1983 op twaalfjarige leeftijd benoemd tot organist in de Christelijke Gereformeerde Moriakerk in Rijswijk. Zijn debuut als concertorganist vond in 1984 plaats in de Dorpskerk in Pijnacker. In 1990 werd hij benoemd tot organist van de Julianakerk in Den Haag. Na de sluiting van deze kerk in 1997 werd hij organist in de Bethlehemkerk. In datzelfde jaar werd hij muzikaal begeleider van het Christelijk Residentie Mannenkoor en later ook van de Westlandse Koorvereniging Musica. Hij geeft vele concerten en op zijn programma's staat regelmatig muziek uit de Duitse barok en Franse romantiek. Ook verschenen er twee cd's met orgelmuziek.

## Discografie
- Masterpieces
- Orgelconcert Grote Kerk Den Haag